# Memorandum od Wye River
Memorandum od Wye River (anglicky: Wye River Memorandum) byla důležitá část izraelsko-palestinských mírových jednání z 23. října 1998. Jednalo se o implementaci přecházejících Dohod z Osla, která byla uzavřena zejména díky nátlaku amerického prezidenta Billa Clintonta. Memorandum znamenalo postoupení části území Západního břehu (13 %) palestinským Arabům a upravení statusu některých oblastí. Byl také dohodnut kompromis týkající se palestinského letiště a přístavu v Gaze, stejně jako možnost volného průchodu Palestinců ze Západního břehu do Gazy. Memorandum také obsahovalo ekonomické garance pomoci Izraeli a Palestinské autonomii od USA související s mírovým procesem. Dohoda byla podepsána v Bílém domě za Izrael Benjaminem Netanjahuem a za Organizaci pro osvobození Palestiny (OOP) Jásirem Arafatem; ratifikována izraelským Knesetem 17. listopadu 1998 poměrem hlasů 75:19 pro přijetí.